# Verisure
Verisure är ett bevakningsföretag som erbjuder hemlarm och företagslarm. Företaget är verksamt i 17 länder i Europa och Sydamerika med över 26 000 anställda. Verisure ägs av investmentbolaget Hellman & Friedman och har sedan 2017 sitt huvudkontor i Genève.

## Historia

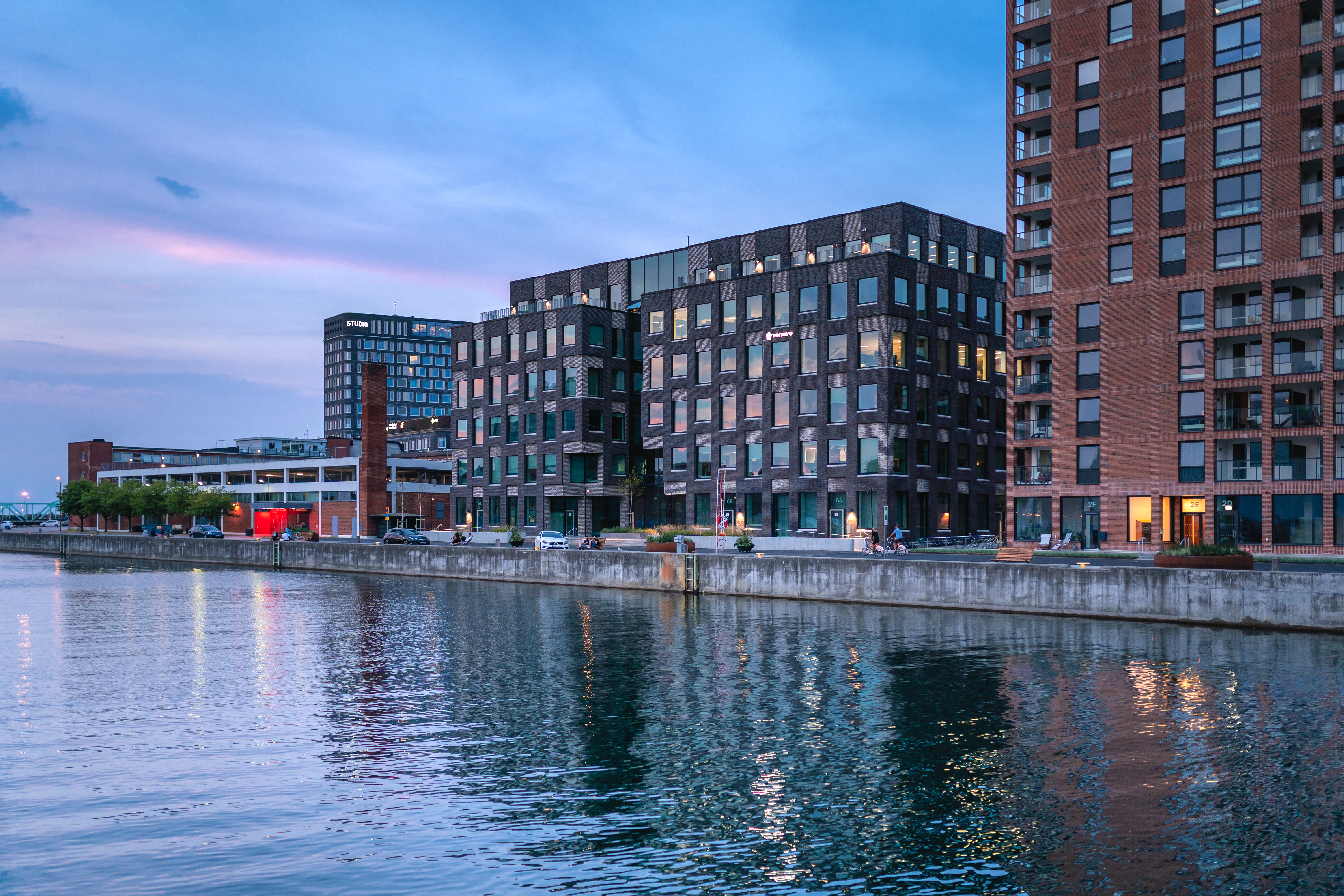
Verisure huvudkontor i Malmö i augusti 2020

Verisure grundades i Malmö 1988 under namnet Securitas Direct och introducerade världens första hemlarmspaket samma år. Securitas Direct var vid den här tiden en del av företaget Securitas AB som grundades i Helsingborg 1934. Från början sålde man bara hemlarm men lanserade företagslarm till mindre företag 1996. Securitas Direct blev ett självständigt företag 2006. 
Konceptet Verisure lanserades 2009, men det var först 2013 som företaget bytte namn i Sverige, och den 1 januari 2014 delades verksamheten upp i två företag med Verisure som riktar sig till privatpersoner och Securitas Direct som riktar sig till företag. 6 mars 2023 flyttade Securitas Direct till Gumpekullavägen där Verisurekontoret redan var uppbyggt. Securitas Direct och Verisure är samma koncern idag och har Securitas Sverige som en av sina utryckningspartners. Securitas Direct har 80 000 kunder i Sverige och Verisure över 5 miljoner kunder globalt, varav 500 000 i Sverige. 
2017 fick Verisure ett nytt huvudkontor i Genève.

## Lanseringsår per land
- Sverige - 1988
- Norge - 1991
- Spanien - 1993
- Danmark och Finland - 1994
- Frankrike - 1997
- Portugal - 2001
- Nederländerna och Belgien - 2002
- Chile - 2009
- Brasilien - 2011
- Peru och Italien - 2013
- Storbritannien - 2014
- Tyskland - 2018
- Argentina - 2019